# Salonfähig
Salonfähig ist 2021 erschienen und der vierte Roman des Autors Elias Hirschl. Es handelt sich um eine Politsatire über die Obsession eines Nachwuchspolitikers mit seinem Vorbild, aber gleichzeitig auch um eine Art Psychothriller.

## Inhalt

### Personen

#### Namenloser Ich-Erzähler
Der namenlose Erzähler ist der Ich-Erzähler des Romans und sein ganzes Leben dreht sich um die Junge Mitte, die Jugendorganisation der Partei Mitte Österreichs und besonders um den Parteichef und späteren Kanzler Julius Varga. Er besucht eine Psychotherapeutin und eine Rhetoriktrainerin und schildert in diesen Sitzungen immer wieder Situationen aus seiner Vergangenheit, wobei unklar bleibt, was davon wirklich der Wahrheit entspricht. Er ist in einer Beziehung mit Moni. Er beschäftigt sich viel mit der Ästhetik von Terroranschlägen und seiner Betroffenheit darüber. Karl Voigt ist sein bester Freund.
Der Ich-Erzähler ist 29 Jahre alt, lebt im 16. Bezirk, also in Ottakring, in der Römergasse 180, Stiege 3, Tür 25, im Dachgeschoss, ist 1,75 Meter groß und hat dunkelbraune Haare. Er ist österreichischer Staatsbürger, hatte als Kind die Masern, ist unbeschnitten und seine Blutgruppe ist B positiv. Der Erzähler ist katholisch getauft und gefirmt und gegen Mumps, Röteln und Hepatitis A und B geimpft. Seinen Wehrdienst absolvierte er mit etwa 20 Jahren. Als Kind war er sehr isoliert und unsicher mit Menschen, bis er im Internet den Umgang mit anderen lernte und das aufs reale Leben übertrug.

#### Julius Varga
Julius Varga ist das große Vorbild des namenlosen Erzählers und Kanzlerkandidat der Partei Mitte Österreichs und später auch Kanzler Österreichs.
Julius Varga ist ebenfalls in Ottakring aufgewachsen und stammt laut seiner Biographie aus einfachen Verhältnissen. Sein Vater war zwar in der Politik tätig, hatte aber keine bedeutsame Position inne. Seinen Start in die Politik hatte er in der Schülervertretung des BRG16 und mit 17 Jahren wurde er Schülersprecher. Kurz vor seinem zwanzigsten Geburtstag beging sein Vater Selbstmord. Seine Großeltern besaßen in der Nähe von Wels einen kleinen Bauernhof mit Pferdekoppel. Bei einer Reise nach Shanghai brach zu Silvester eine Massenpanik aus und er zog sich eine Verletzung am rechten Knie zu. Er führt Selbstgespräche vor dem Spiegel, um authentisches Auftreten zu üben.
Die Grundpfeiler seiner Politik sind laut ihm selbst Freiheit, Würde, Leistung, Brüderlichkeit, Gleichheit, Solidarität und Subsidiarität.

#### Moni
Moni ist die Freundin des namenlosen Erzählers. Sie stört sich den größten Teil des Buches nicht an den Eigenarten ihres Freundes, aber gegen Ende bekommt sie es mit der Angst zu tun und trennt sich von ihm. Der Erzähler, sie, Karl Voigt und Katharina Kathi Baumgartner bilden eine Gruppe, die gemeinsam auf Veranstaltungen geht.

#### Karl Voigt
Karl Voigt betreibt den Progressives Podcast, für den er immer wieder auch den Erzähler interviewt. Er geht auch öfter mit dem Erzähler Kaffee trinken oder in Clubs auf Konzerte.

### Handlung
Der Roman beginnt mit einem Traum des Ich-Erzählers. Dieser handelt davon, dass er von Ärzten aufgeschnitten wird und sie ihm seine Organe entnehmen. Er notiert den Traum in seinem Traumtagebuch, wie es Julius Varga empfiehlt, sieht sich die Zeit im Bild mit Walter Horn an und macht sich auf den Weg zur Bundesleitungsklausur der Jungen Mitte. Während der Fahrt übt er das Lachen. Bei der Klausur hält Varga seine letzte öffentliche Ansprache vor dem Wahlkampffinale und es wird über die Eventlocation der Mottoparty abgestimmt. Der Ich-Erzähler schlägt den Club Passage vor, dieser Vorschlag wird angenommen. Er denkt auch die ganze Zeit über einen Anschlag in Kabul nach, von dem er in der Zeit im Bild gehört hat. Bei dem Umtrunk nach der Klausur, ohne Julius, weil der schon auf dem Weg nach Ungarn ist, wird der Erzähler von Karl Voigt für seinen Podcast interviewt. Er denkt kurzzeitig, dass er bei einem Selbstgespräch vor dem Spiegel steht und sagt Dinge, die er eigentlich nicht sagen wollte, wie, wie sehr er sich freut, dass er Julius‘ Blumen gießen darf während seiner Abwesenheit. Er will die Aufzeichnung wiederholen.
Der Erzähler kauft Dünger und neue Blumen, um die Blumen in Julius‘ Wohnung wieder in Topform zu bringen. Er notiert wieder seinen Traum und sieht wieder die Zeit im Bild, in der wieder über einen Terroranschlag berichtet wird, diesmal in Samarinda.
Am Weg ins Büro kommt der Erzähler immer an einem Bettler vorbei, dem er früher immer 20 Cent gegeben und sich dafür mit einem Stück Sachertorte belohnt hat, doch seitdem er an ein Patenkind in Afrika spendet, gibt er dem Bettler nichts mehr.
Der Wahlkampf nähert sich seinem Ende und deshalb gibt es viel Arbeit im Büro. Der Erzähler ist im CC des Verteilers und erfährt so, was Julius braucht, das schreibt er allerdings nicht direkt an ihn. Der Kaffee im Büro, den der Praktikant besorgt hat, ist schlecht, also gehen Karl Voigt und der Erzähler einen Kaffee trinken. Sie unterhalten sich über die jungen Leute und deren geringe Wahlbereitschaft. Sie unterhalten sich auch über den Anschlag in Samarinda und die Häufung von Anschlägen und beschweren sich darüber, dass man sich deshalb gar nicht mehr auf einen davon konzentrieren kann. Damit zusammenhängend unterhalten sie sich auch über Mitgefühl.
Der Erzähler sieht sich die letzte Elefantenrunde vor der Wahl an. Er weint, weil eine Pflanze vertrocknet ist.
Er besucht eine Therapiesitzung bei seiner Therapeutin und erzählt ihr von einem Traum. Dieser Traum bezieht sich auf sein Trauma, das daher rührt, dass auf seiner Maturareise nach Ostasien, zu Silvester in Shanghai, jemand Geldscheine von einem Hochhaus hinuntergeworfen hatte und dadurch eine Massenpanik ausgelöst worden war, bei der er verletzt wurde. In dem Traum wollen ihn Hände aus dem Boot in das Wasser ziehen, aber dann denkt er gleichzeitig, Hände würden ihn aus dem Wasser ziehen.
Der Erzähler berichtet von seiner Jugend und davon, dass das Internet ihm geholfen hatte, selbstsicherer zu werden. Er erzählt auch von seinem ersten Mal und von seiner, daraus entstandenen, ersten Beziehung. Auch den Selbstmord seines Vaters und den psychischen Verfall der Mutter erwähnt er.
Moni, seine Freundin, besucht ihn das erste Mal bei sich. Sie unterhalten sich über eine Lesung von Thomas Glavinic und sehen sich den Film (500) Days of Summer an. Er hat den Film ausgewählt, weil Moni auch der Film Das Lächeln der Sterne gefallen hat. Moni mustert gegen Ende des Films die Wohnung immer wieder, besonders das Porträt von Julius an der Wand, und sie stellt ihr Glas mit Gin Tonic immer wieder neben den Untersetzer. Der Erzähler schickt sie nach Hause, weil er Zeit für sich braucht.
Er geht mit Karl Voigt zu einem Konzert in die Abstellkammer, einen Club, weil er, seitdem Moni weg war, ohnehin nur zu Pornos masturbiert und Selbstgespräche geführt hatte. Es ist ein Konzert von Franz Fuexe, einer „pseudolinksradikale[n] Satire-Punk-Band“. Sie nehmen Wahlwerbungssticker mit in den Club und sie analysieren die Lieder der Band, während sie sich mit anderen prügeln.
Er masturbiert wieder. Am Wahlsonntag steht auf der Innenseite seiner Wahlkabine „Varga muss sterben!“. Er versucht, den Schriftzug wegzuwischen, dann mit seinem Gehstock wegzukratzen und schließlich übermalt er ihn. Er übergibt sich, hat eine Panikattacke und besteht auf ein neues Wahlkuvert, um von seinem Wahlrecht Gebrauch zu machen. Er merkt erst jetzt, dass er sich versehentlich den Kugelschreiber ins Handgelenk gerammt hat.
Sie glühen vor der Wahlparty vor, danach hält Julius Varga seine Siegesrede, denn er hat mit 35,48 Prozent gewonnen. Bei der Dankesrede geht der Name des Erzählers im Applaus unter. Der Erzähler und die Gruppe um Karl Voigt gehen danach noch in den Club Z und er und Karl Voigt unterhalten sich wieder über Terroranschläge und die Ästhetik dahinter.
Der Erzähler hat mehrere Glückwunsch-SMS an Julius geschrieben, auf die er nicht geantwortet hat. Moni besucht ihn und wirkt wieder irritiert, obwohl er alle Familienfotos, Briefe und Tagebücher weggeräumt hatte. Es gibt Koalitionsverhandlungen und er verfolgt die Angelobung über den Livestream.
Er erzählt seiner Therapeutin von einem Erlebnis im Alter von 13, als er von einem Fünf-Meter-Brett springen wollte und sich nicht traute und dabei vor einem Mädchen, das ihm gefiel, abstürzte. Er berichtet ihr auch von einem damit verbundenen Traum. Er erkundigt sich nach dem Erzählen, ob alles authentisch war, ist verwirrt und scheint seine Rhetoriktrainerin und seine Therapeutin verwechselt zu haben.
Der Erzähler ist auf der Silvesterparty von Katharina Kathi Baumgartner. Sie sehen sich Vargas erstes ORF-Interview als Bundeskanzler an und die Fragen von Walter Horn machen ihn beim Zusehen nervös. Um 23.59 Uhr steht er alleine am Nordturm des Stephansdoms, auf den er über Baugerüste geklettert ist. Er lässt pünktlich um Mitternacht rund 10.000 Euro in mittelgroßen Scheinen hinunterfallen. Es passiert nichts.
Sie besuchen die KZ-Gedenkstätte Mauthausen und trinken jedes Mal, wenn der Zeitzeuge Shoah sagt, einen Schluck Vodka. Danach werden Wortwitze in die Facebook-Messenger-Gruppe Junge Mitte Underground geschickt. In einem Gespräch mit dem Zeitzeugen erklärt der Erzähler, warum diese Mitte-Rechts-Koalition sinnvoll ist, um die radikalen Auswüchse der rechten Partei in den Griff zu bekommen.
Die Gruppe unterhält sich in einer WhatsApp-Gruppenschaltung darüber, wo sie vor einem Ball essen gehen wollen. Vor dem Ball kommen sie wegen der Demonstration davor fast nicht mit dem Taxi durch. Am Ball besprechen sie auch, wer die ganzen Leute sind, unter anderem der Innenminister. Der Vizekanzler hält eine Rede mit einer Kornblume am Jacket. Der Ball wird von einer Protestaktion unterbrochen, sechs Frauen in roten Kleidern entrollen ein Transparent mit der Aufschrift Faschisten.
Nach einem Gespräch mit seiner Therapeutin schreibt er Julius eine SMS, denn auf Twitter wurde er von ihm blockiert. Danach geht der Erzähler zum Friseur, dem er erklärt, wie man authentisch wirkt. Er besucht seine Mutter, doch die erkennt ihn nicht.
Er geht mit Karl Voigt auf ein Frei.Wild-Konzert im Gasometer. Am nächsten Tag besucht ihn Moni wieder, ist aber dieses Mal noch irritierter, weil Unordnung in der Wohnung herrscht. Sie sehen einen Film, doch als sie den Eiswürfel in ihrem Glas mit ihrem Strohhalm immer wieder untertaucht, rastet er aus und schreit sie an. Sie bekommt Angst und bewirft ihn mit einer Dose mit Münzen von diplomatischen Reisen. Sie will aus der Wohnung laufen, öffnet jedoch die Schlafzimmertür, hinter der die Waffe und die Patronen seines Vaters liegen. Die Wohnungstür ist verschlossen und er will sich bei ihr entschuldigen, doch sie findet den Schlüssel und verschwindet. Er schickt ihr eine WhatsApp-Nachricht mit einer Entschuldigung, schiebt ihr einen Brief unter der Tür durch, hinterlässt ihr Blumen und Pralinen und schreibt einen Essay mit dem Titel „Das Entschuldigungsparadox“ und legt ihn ihr auf ihren Schreibtisch und sie kündigt daraufhin bei der Partei. Schließlich schmeißt er Steine durch ihr Fenster, um die Entschuldigungsbriefe gewickelt sind, und trifft sie dabei am Kopf. Er fährt im Krankenwagen mit, bis ihm einfällt, dass er noch Blumendünger kaufen muss.
Er erzählt seiner Therapeutin von einem Vorfall in seiner Jugend. Eine Gruppe aus seinem Jahrgang war gemeinsam Schifahren in Kitzbühel. Seine Exfreundin Judith war auch dabei und tanzte am letzten Abend mit Hannes Pointer, einem damaligen Klassenkollegen und jetzigen Parteimitglied. Also trank er viel und ging auf einen zugefrorenen See hinaus. Das Eis war dabei, unter ihm einzubrechen, als ihn Judith ans Ufer zog, dann aber selbst einbrach und ertrank. Er schrieb später sogar einige SMS an ihr Handy. Am darauffolgenden Silvester fuhr er auf das höchste Haus, betrank sich und warf Geldscheine hinab. Die Therapeutin ist scheinbar doch seine Rhetoriktrainerin und erklärt ihm, wie er seine Erzählung glaubwürdiger machen kann.
In seiner Wohnung befinden sich etwa 3000 Ausgaben von Vargas Biographie. Sie heißt Varga und das Coverbild ist ein Foto von Julius Varga. Er schneidet einzelne Wörter aus den Büchern, unter anderem Julius. Am Morgen des 1. März kommt Varga nach Hause. Der Erzähler schneidet ihm Körperteile heraus, wodurch Julius Varga stirbt. Er redet mit Julius, den er mit Morphium betäubt und die meisten Muskeln mit Dantrolen-Initiierungen entspannt hat. Er erzählt ihm, dass er alle seine Tagebücher und alle anderen seiner Aufzeichnungen und die seiner Eltern gelesen hat. Er meint, er sei für ihn in Therapie gewesen und habe für ihn seine Traumata verarbeitet und aufgearbeitet. Dabei schneidet er ihm die Haut vom Gesicht.
Am nächsten Tag ist er wieder im Büro und geht wieder mit Karl Voigt Kaffee trinken. Am Tag darauf schreibt er nichts in sein Traumtagebuch und nichts in sein Alternativtraumtagebuch. Er macht sich einen Kaffee und auf seinem Bett liegt ein Körper. Er sieht sich wie immer die Zeit im Bild an. Er steht vor dem Spiegel, das Gesicht verrutscht und er klebt es mit Gaffa-Tape fest. Er fährt zum Flughafen Schwechat, um nach Shanghai zu fliegen und den chinesischen Präsidenten zu treffen. Er stellt die Ammoniumnitratbombe scharf. In Shanghai verlässt er das Flugzeug wieder. Er sieht Geldscheine vom Himmel fallen, auf die Menschen, die andere Menschen zertrampeln, um das Geld zu bekommen.

## Form
Das Buch umfasst 38 Kapitel und ist über weite Teile als innerer Monolog verfasst.
Der Roman ist in der Ich-Perspektive verfasst. Der Ich-Erzähler bleibt das ganze Buch über namenlos und ist ein unzuverlässiger Erzähler, da er sich mehrmals widerspricht, wirre Gedanken hat und Dinge tut, die eigentlich nicht möglich sind, wie etwa mit einem aufgeklebten Gesicht einen Flug absolvieren, ohne, dass das bemerkt wird.
Über den Roman verteilt finden sich immer wieder Bezugnahmen auf reale Ereignisse, die allerdings innerhalb des Romans nie klar benannt werden, sondern nur für Menschen mit Hintergrundwissen in der österreichischen Politik erkennbar sind, etwa Skandale der AktionsGemeinschaft und der Schülerunion. Aufgrund dieser Tatsache und der realen Vorbilder einiger Personen kann dieser Roman als Schlüsselroman bezeichnet werden.
Stellenweise ist der Text maschinell remixt von Fabian Navarro, nämlich immer dann, wenn der Erzähler einen Nervenzusammenbruch erleidet oder auf Drogen ist.

## Rezeption
Salonfähig wurde weitaus breiter rezipiert als Hirschls frühere Bücher, hauptsächlich wegen des politischen Aspektes des Romans. Er erschien in nahem zeitlichen Abstand zu dem Bekanntwerden der ÖVP-Korruptionsaffäre. Die Parallelen zwischen Julius Varga und Sebastian Kurz werden von allen Rezensenten erwähnt und auch Hirschl selbst bestätigt diesen Zusammenhang. Er nennt aber auch den deutschen CDU-Politiker Philipp Amthor als Inspiration für Varga, ebenso wie Norbert Hofers Rhetorik mit einfloss. Als weitere Inspiration nennt er das Buch Sebastian Kurz: Die Biographie von Paul Ronzheimer. Salonfähig wird vom Großteil der Leserschaft als Schlüsselroman gelesen.
Auch bei weiteren Details nimmt Hirschl Anleihen an der Realität und bestätigt diese auch, wenn er danach befragt wird.
Er sieht in seiner Hauptfigur, also dem namenlosen Erzähler, viele Parallelen zu Thomas Schmid, auch wenn dieser keine Inspiration war, da die Chatprotokolle der ÖVP erst nach der Fertigstellung des Romans auftauchten.
Dass die Mitte Österreichs (MÖ) für die ÖVP und die Junge Mitte für die Junge Volkspartei (JVP) steht, wird eigentlich immer erkannt und ebenfalls von Hirschl bestätigt.
Doch auch die kleineren Skandale und Anspielungen, die immer wieder gemacht werden, basieren zum größten Teil auf realen Ereignissen oder diese gaben zumindest den Anstoß. Der geschilderte Besuch im ehemaligen KZ Mauthausen ist etwa inspiriert von einer Folge des JVP-Podcasts, die Elias Hirschl als respektlos empfand, die unpassenden Witze, die im Roman danach in einer Facebook-Messenger-Gruppe gemacht werden, lehnen sich an den realen Skandal der AktionsGemeinschaft (AG) an, bei dem ähnliche Witze in einer Facebook-Gruppe geleakt wurden. Auch das Nachdenken über das Punktesystem für sexuelle Handlungen innerhalb der Partei basiert auf einem realen Skandal, nämlich einem der Schülerunion und auch der Akademikerball findet statt, auch wenn er nie als solcher benannt wird.
Die Figur des Walter Horn soll Armin Wolf darstellen, was für österreichische Lesende auch sehr leicht zu erkennen ist. Er wurde lediglich fiktionalisiert, weil Hirschl es irritierend gefunden hätte, wenn keine realen Namen vorkommen außer seinem.
Der Club Passage, der im Roman immer wieder eine Rolle spielt, ist dem Club X von Martin Ho nachempfunden, der ebenfalls ein exklusives Konzept verfolgt und von vielen ÖVP-Politikern besucht wird.
Doch nicht nur in Interviews, auch in Zeitungsartikeln wird der Bezug zu Sebastian Kurz schnell zum Thema gemacht, so schreibt etwa Profil: „Der Roman ‚Salonfähig‘ des jungen Wiener Schriftstellers ist eine böse Satire auf Bundeskanzler Sebastian Kurz.“ Auch in der Rezension in Die Zeit wird das klar formuliert. Die Rezension der Neuen Zürcher Zeitung beschäftigt sich beinahe mehr mit Sebastian Kurz als mit Julius Varga, aber auch ihr ist es wichtig zu betonen, dass im Roman eigentlich eher ein Politikertypus beschrieben wird: „Man könne dabei durchaus auch an andere junge Politiker denken, die gerade versuchten, die Leiter des Erfolgs hochzuklettern.“
Der überwiegende Teil der Rezensionen fällt positiv aus, so schreibt etwa Der Standard: „Nicht zuletzt besticht Salonfähig durch seine Sprache, die humorvoll und überaus reflektiert daherkommt und vom ersten bis zum letzten Moment packend bleibt.“
Es wird aber auch hervorgehoben, dass der große Erfolg, vor allem auch im deutschsprachigen Raum außerhalb Österreichs, an dem herrschenden Interesse an Sebastian Kurz liegt, aber auch an der Übertragungsmöglichkeit der Slim-Fit-Beschreibungen auf eine (Politiker-)Generation. Auch der Abgrund, an dem sich die Hauptfigur befindet, und der Wahnsinn, der sie befallen hat, werden von jeder Rezension thematisiert. Als „Horrorgeschichte“ wird der Roman aber nur einmal so direkt bezeichnet. Generell negative Rezensionen finden sich nicht, der Podcast eat.READ.sleep beschreibt den Roman als am Beginn sehr unterhaltsam, aber dann erschöpfend und bald auserzählt.
Der Roman wird immer wieder mit dem Roman American Psycho von Bret Easton Ellis verglichen.